# Jōdo-Shinshū

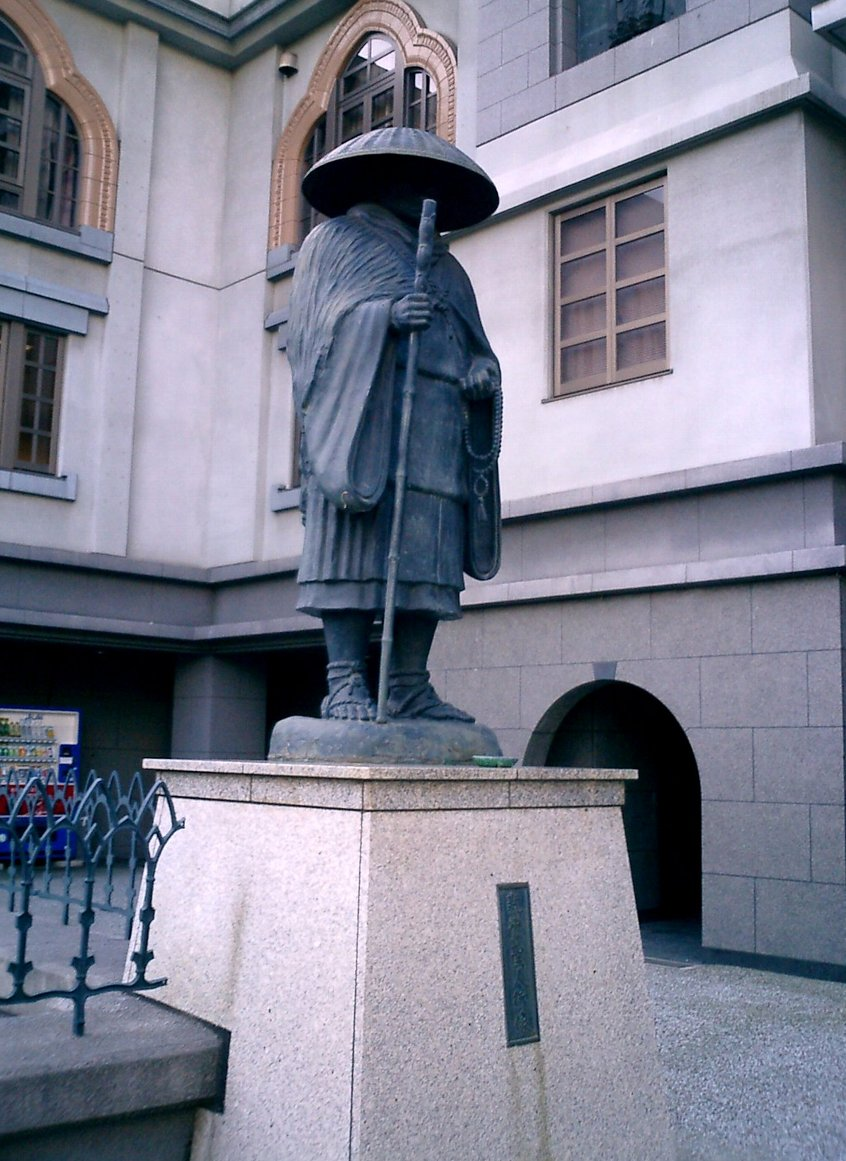
Statue des Gründers Shinran

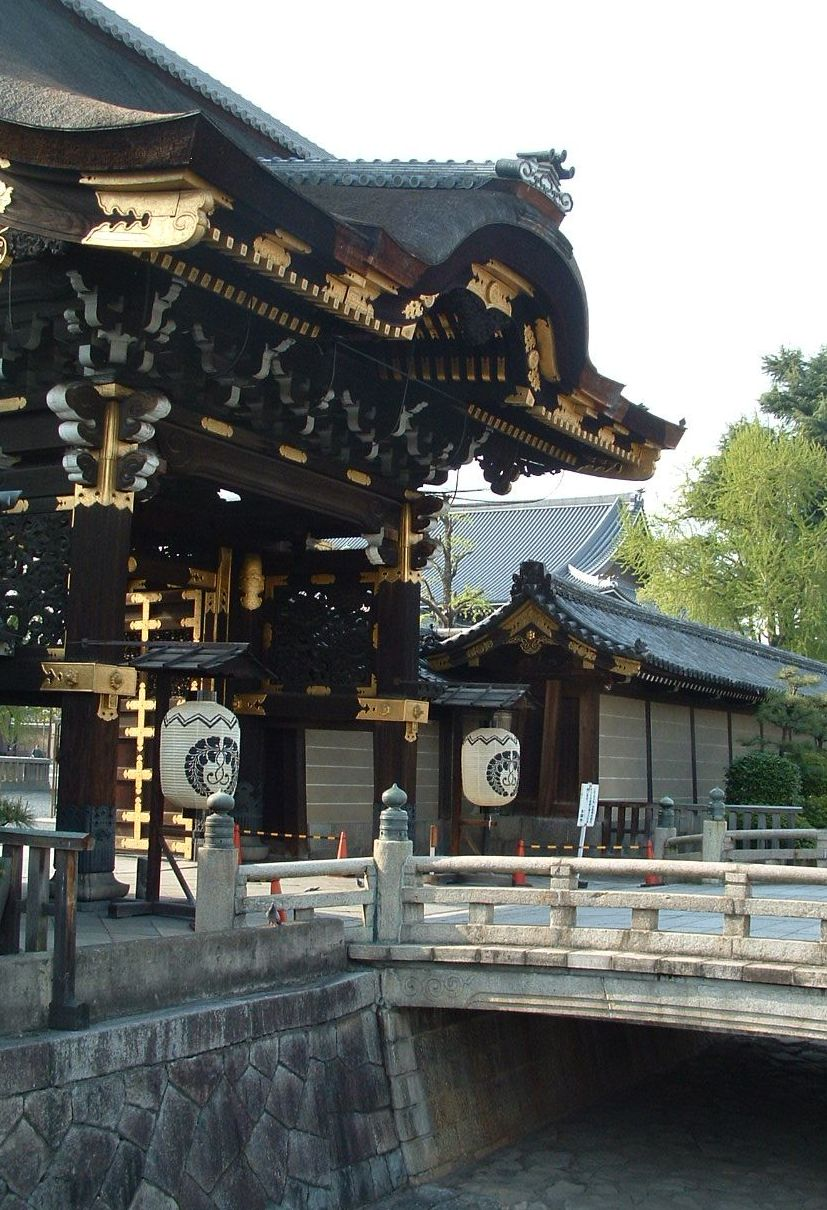
Tor zum Nishi-Honganji, Kyōto

Jōdo-Shinshū (japanisch 浄土真宗, dt. Wahre Schule des Reinen Landes, auch Ikkō-shū (一向宗) oder Monto-shū (門徒宗)), meist kurz auch Shinshū bzw. Shin genannt ist eine der vier neuen buddhistischen Schulen der Kamakura-Zeit und nach den Schulen des Nichiren-Buddhismus die heute zweitgrößte Konfession des japanischen Buddhismus. Gestiftet wurde sie von Shinran Shōnin (1173–1263), später wurde sie von Rennyo Shōnin (1415–1499) weiter ausgebildet.

## Lehre
Die Schule basiert auf dem Sukhâvatîvyuûhasûtra (japanisch 阿弥陀経 Amida-kyō), dem Sûtra des Landes der Glückseligkeit. Sie ist dem Amidismus zugehörig. Im Zentrum ihrer Lehre steht das Vertrauen in den transzendenten Buddha Amitabha (japanisch 阿弥陀 Amida) und die Hoffnung auf eine Wiedergeburt in seinem „Reinen Land“ (jōdo 浄土).
Shinrans Denken wurde stark von seinem Verständnis des Mappō (末法) beeinflusst, das er als ein Zeitalter des Niedergangs des Dharma (Buddhalehre) sieht. Shinran ist der Überzeugung, dass für die meisten Menschen dieser Zeit keine Hoffnung besteht, sich aus eigener Kraft (自力 Jiriki) aus dem leidvollen Kreislauf von Geburt und Tod zu befreien. Für Shinran waren alle Bemühungen, Erleuchtung zu erzielen, oder das Bodhisattva-Ideal zu verwirklichen, nur Ausdruck der Verblendung, die der Ich-Illusion entstammt. In Anbetracht der Verstrickung in unheilsames Denken, Sprechen und Handeln (煩悩 Bonnō) ist den allermeisten Menschen eine Befreiung aus dem Samsara (leidvoller Daseinskreislauf) unmöglich: Shinran: „Die Hölle ist meine einzige Bestimmung.“ Das Vertrauen aber auf die andere Kraft (他力 Tariki), die Kraft von Amida Buddhas grenzenlosem Mitgefühl, das sich in seinem ursprünglichen Gelübde, alle Wesen zur Befreiung zu führen, manifestiert, verwandelt die gebotene Hoffnungslosigkeit in die Gewissheit der vollkommenen Befreiung („Sogar der Gute wird erlöst, um wie viel mehr der Böse“). Wer dieses Vertrauen (信心 Shinjin) in seinem Herzen verwirklicht, dem ist das Aufgehobensein im Reinen Land sicher. Da vom Einzelnen nichts getan werden kann, weil alles schon getan ist, kennt Jōdo-Shinshū auch keine Praxis, wie man sie von anderen buddhistischen Schulen kennt. Selbst die Nembutsu-Praxis (念佛 Nembutsu), das oftmalige Ausrufen von Namu Amida Butsu (南無阿弥陀仏, dt. Verehrung dem Amida Buddha!), das in anderen Reine-Land-Schulen als verdienstvolle Handlung gesehen wird, hat keinen Einfluss auf den Akt der Befreiung, sondern ist nur Ausdruck des Dankes für die Zusicherung der Befreiung durch Amida.
Wer sich von der anderen Kraft Amidas zur Gänze erfassen lässt, verwirklicht Shinjin. Shinjin wurzelt in Jinen (自然, natürliches spontanes Wirken des ursprünglichen Gelübdes) und kann nur durch Hingabe verwirklicht werden. Amidas unendliches Licht verklärt die karmischen Übel zahlloser vergangener Wiedergeburten und transformiert sie in gutes Karma. Der so von Amidas leuchtendem Beispiel Verwandelte geht unwiderruflich ins Reine Land ein und kehrt als Bodhisattva in die Welt zurück, um alle Wesen zu befreien. Somit und durch sein Verständnis von Leerheit und Nicht-Dualität steht Jōdo Shinshū innerhalb der Mahayana-Tradition, trotz aller Unterschiede zu den anderen Ausformungen des „Großen Fahrzeugs“.
Lehrmäßig steht die Jōdo Shinshū ihrer Mutterschule, der Jōdo-shū sehr nahe. Auch der Gründer der Jōdo-shū, Hōnen Shōnin wird als Lehrer Shinrans hoch geschätzt. Er zählt mit sechs anderen buddhistischen Patriarchen aus Indien, China und Japan zu den von Shinran hoch verehrten „Sieben Meistern der Jōdo Shinshū“. In Japan vereinigt sie etwa 23 Millionen Gläubige auf sich.
Emmanuel Todd postuliert, dass die Lehre eine Konzeption von Gnade und Heil verkörpert, die der Luthers nahekommt. Die Krise dieser Spielart des Buddhismus im späten 19. Jahrhundert habe auch den aggressiven Nationalismus gefördert.

## Jōdo Shinshū in Europa
In Europa wurde Jōdo-Shinshū als religiöser Weg durch Charles Pfounds (1840–1907; geb. Pounds), der 1863–78 in Nagasaki gelebt hatte, erstmals bekannt gemacht. Ab Oktober 1889 betrieb er aus seiner Londoner Wohnung Missionstätigkeit und hielt Vorträge, jedoch ohne langfristigen Erfolg. Bei einem zweiten Aufenthalt in Japan 1893 wurde er ordiniert. Auf dem Kontinent wurde Jōdo-Shinshū bekannt durch Harry Pieper (1907–1978) Harry Piepers Schüler und geistiger Nachfolger Friedrich Fenzl setzte sein Werk fort und führte eine auch in Japan viel beachtete sozialethische Dimension in die Interpretation von Jōdo-Shinshū ein. In Antwerpen entstand mit dem Jikōji einer der ersten Tempel für Jōdo-Shinshū in Europa. Im nordrhein-westfälischen Düsseldorf steht mit dem EKO-Haus der einzige im traditionellen japanischen Stil errichtete Jōdo-Shinshū-Tempel Europas. Zu finden ist er im Stadtteil Niederkassel. Die von Kōshō Ōtani (1911–2002), dem 23. Oberhaupt des Jōdo-Shinshū-Tempels Nishi Hongan-ji, mitgegründete Institution Komyoji in Wien bietet eine deutschsprachige Ausbildung in Jōdo-Shinshū.